# Memorijalni centar genocida Bisesero
Spomenik genocidu Bisesero, u blizini Karongi-Kibuye, koji obilježava genocid u Ruandi 1994. godine. Ovdje je umrlo 40 000 ljudi.Spomenik se nalazi na brdu u malom naselju Bisesero koje je udaljeno oko 60 km cestom od Kibuyea u Ruandi.
Genocid nad Tutsijima započeo je u travnju 1994. U području oko Bisesera umrlo je 40.000 ljudi. Ljudi su podigli obranu i obratili su se francuskim mirovnim snagama za pomoć. Vojnici nisu imali zapovijed za pomoć i povukli su se iz pokolja. Oko Bisesera pubijeno je oko 40 000 Ruanđana.
Ovaj memorijalni centar jedan je od šest glavnih centara u Ruandi koji obilježavaju sjećanje na genocid nad Tutsijima 1994. godine. Ostali su Memorijalni centar Kigali, Memorijalni centar Murambi i Memorijalni centar genocida Ntarama, Nyamati i Nyarubuyeu.

## Vanjske poveznice
- Arhiv genocida u Ruandi  Arhivirana inačica izvorne stranice od 20. srpnja 2020. (Wayback Machine)